# Хоенфелс (Горњи Палатинат)
Хоенфелс (њем. Hohenfels) град је у њемачкој савезној држави Баварска. Једно је од 19 општинских средишта округа Нојмаркт (Горњи Палатинат). Према процјени из 2010. у граду је живјело 2.154 становника. Посједује регионалну шифру (AGS) 9373134.

## Географски и демографски подаци
Хоенфелс се налази у савезној држави Баварска у округу Нојмаркт (Горњи Палатинат). Град се налази на надморској висини од 390 метара. Површина општине износи 137,1 km². У самом граду је, према процјени из 2010. године, живјело 2.154 становника. Просјечна густина становништва износи 16 становника/km².